# Robert Guiette

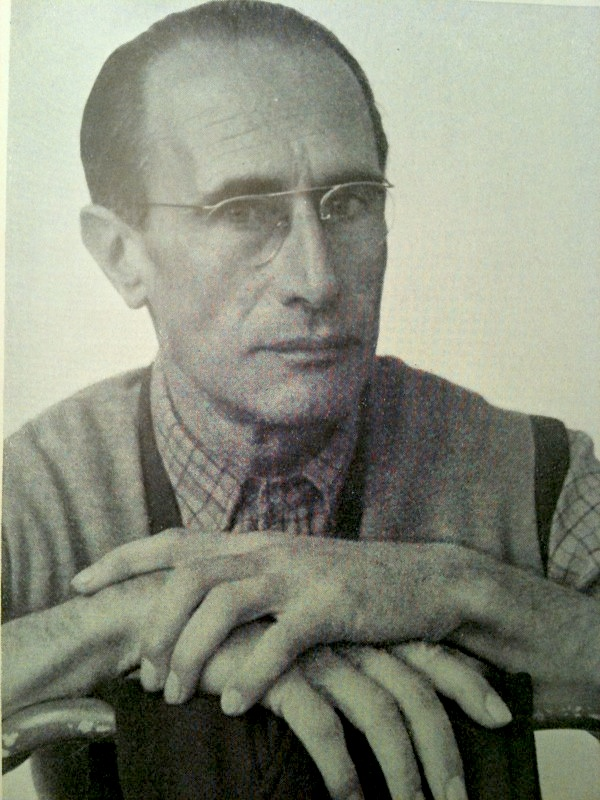
René Guiette (1950)

Robert Guiette (* 6. Juli 1895 in Antwerpen; † 8. November 1976 ebenda) war ein belgischer Dichter und Romanist.

## Leben und Werk
Robert Guiette entstammte einer Malerfamilie: Er war der Sohn des Malers Jules Guiette (1852–1901) und der Bruder des Malers René Guiette (1893–1976). Er studierte in Löwen bei Georges Doutrepont und François Bethune, sowie in Paris, wo er mit Fernand Léger, Blaise Cendrars, André Salmon, Jules Romains und  Max Jacob in Kontakt kam. Er promovierte 1928 in Löwen mit der Arbeit La Légende de la Sacristine. Étude de littérature comparée (Paris 1927, Genf/Paris 1981) und folgte Fernand Séverin (1867–1931) in Antwerpen nach, zuerst als Suppléant (1929), dann als Chargé de cours (1930), als außerordentlicher (1934), schließlich als ordentlicher Professor (1937–1965). 1949 wurde er Mitglied der Maatschappij der Nederlandse Letterkunde, 1954 der Académie royale de langue et de littérature françaises de Belgique. 1958 besetzte er den Francqui-Lehrstuhl in Löwen.
Guiette war Ehrendoktor der Universität Lille (1965) und 1968 Träger des Grand Prix de poésie Albert Mockel, worin ihm 1978 Robert Vivier nachfolgte. Zu seinen Schülern zählte Roger Dragonetti.

## Weitere Werke

### Dichtung (Auswahl)
- Peau neuve, Marseille 1933
- Signatures, Brüssel 1967
- Poésie 1922-1967, Paris 1969
- Cailloux, Paris 1973

### Romanistik
- (Hrsg.) Croniques et conquestes de Charlemaine, 3 Bde., Brüssel 1940-1943-1951
- (Übersetzer) Lancelot de Danemark, drame du quatorzième siècle traduit du moyen-néerlandais, Brüssel 1948
- Marionnettes de tradition populaire, Brüssel 1950
- Max Elskamp, Paris 1955
- (Hrsg.) François Villon, Oeuvres, Paris 1959, 1964 (LP)
- Questions de littérature, Gent 1960
- (Hrsg.) Max Elskamp et Jean de Bosschère. Correspondance (1910-1923), Brüssel 1963
- (Hrsg.) Charles De Coster, La Légende d’Ulenspiegel, Paris 1969
- Questions de littérature. Seconde série, Gent 1972
- D’une poésie formelle en France au Moyen Age, Paris 1972 (zuerst 1949)
- La vie de Max Jacob, Paris 1976
- Forme et senefiance. Etudes médiévales, Genf 1978 (mit Schriftenverzeichnis)
- Fabliaux et contes, Paris 1981